# Altepetl

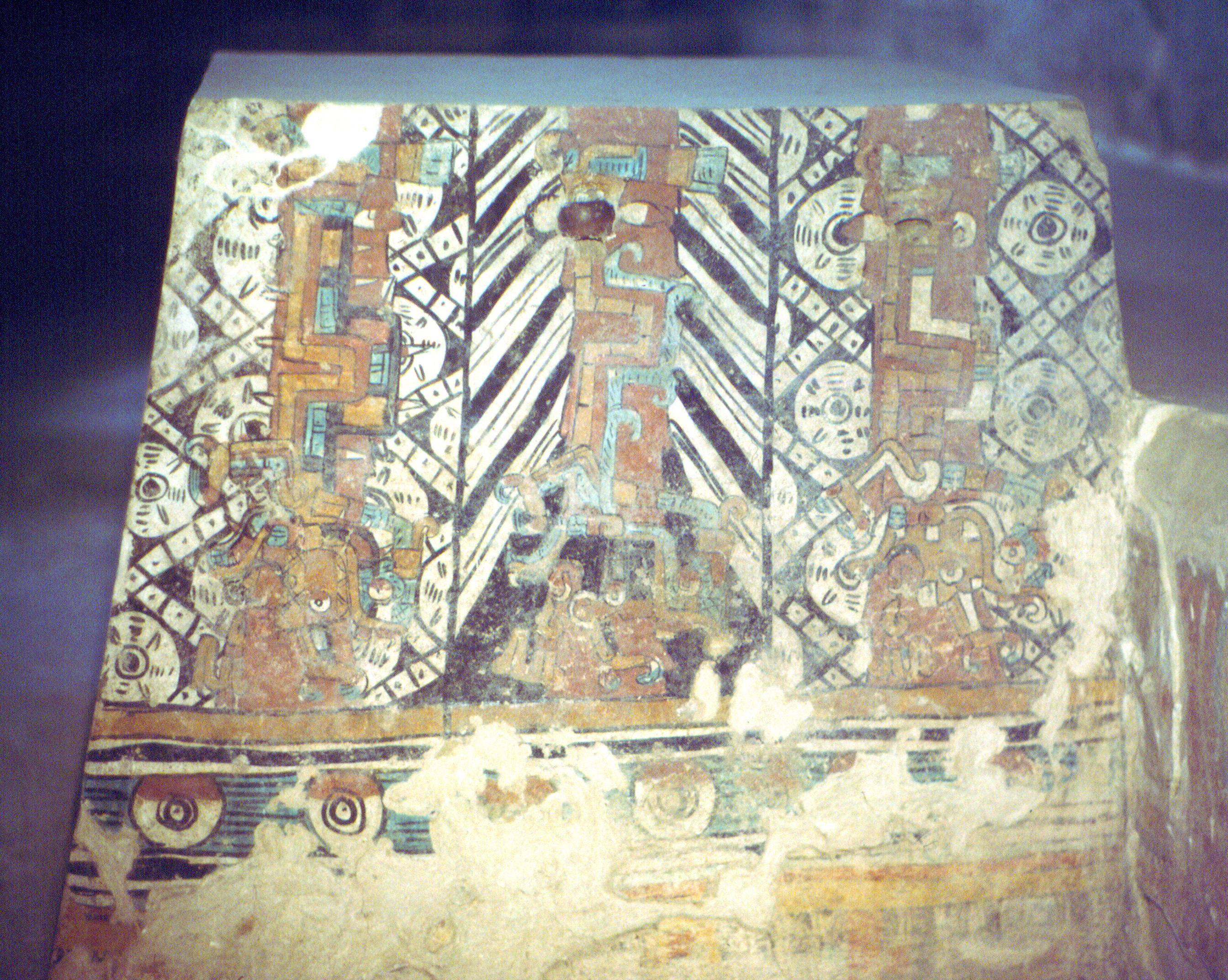
Muraler på sten i kodexform från Octelulco, en altepetl i dagens Tlaxcala.

Altepetl (klassisk nahuatl: āltepētl) var en typ av politisk stadsstat i förcolumbianska aztek-samhällen. Härskare över en altepetl var en så kallad tlatoani. Exempel på altepetl är Texcoco, Tenochtitlan och Tlacopan, som bildade den så kallade trippelalliansen i det aztekiska imperiet.